# San Martino Sinzano
San Martino Sinzano, comune autonomo fino al 1866, è una frazione di Collecchio, in provincia di Parma.
La località dista 2,67 km dal capoluogo.

## Geografia fisica
La frazione sorge in posizione pianeggiante nelle campagne a est di Collecchio, sulla sponda sinistra del torrente Baganza.

## Origini del nome
La località, nota in epoca medievale come Senciano o Sencianum, deve forse il suo nome alla presenza di una strada in selciato o di terreni sassosi, oppure al nome di un cittadino romano che ne sarebbe stato proprietario in epoca ignota.

## Storia
I primi insediamenti umani nei pressi di San Martino Sinzano sorsero durante il Neo-eneolitico.
In epoca romana la zona risultava sicuramente abitata, come dimostrato dalla suddivisione delle terre che ricalca ancora l'antica centuriazione.
La prima testimonianza certa dell'esistenza del borgo di Senciano risale tuttavia soltanto al 25 aprile 890, quando l'abitato fu nominato in una pergamena.
Il villaggio fu nuovamente menzionato nel 996, in una donazione di alcune terre, che, circondate da boschi e terre coltivate a prato e vigneti, furono descritte anche nei successivi contratti di affitto del 1029; il borgo fu poi citato nel 1053, nel 1092 e nel 1095 in vari documenti.
Nel 1230 fu menzionata per la prima volta, nel Capitulum seu Rotulus Decimarum della diocesi di Parma, la cappella originaria, dedicata a san Martino.
In epoca ignota fu inoltre eretta una torre con fortilizio difensivo; nel 1325, durante i saccheggi e le devastazioni che colpirono Parma e il Parmense, le truppe dei marchesi Pallavicino, alleate del signore di Milano Azzone Visconti, distrussero completamente l'edificio fortificato, che non fu più ricostruito.
In epoca napoleonica San Martino di Sinzano divenne sede di Comune (o mairie), ma nel 1866 fu annessa a Collecchio, perdendo parte del territorio a vantaggio dei comuni limitrofi di Parma e San Pancrazio Parmense.
Il 13 ottobre del 2014 le abitazioni della frazione più prossime al torrente Baganza furono danneggiate da una disastrosa alluvione, che più a valle interessò anche buona parte della città di Parma.

## Monumenti e luoghi d'interesse

### Chiesa di San Martino

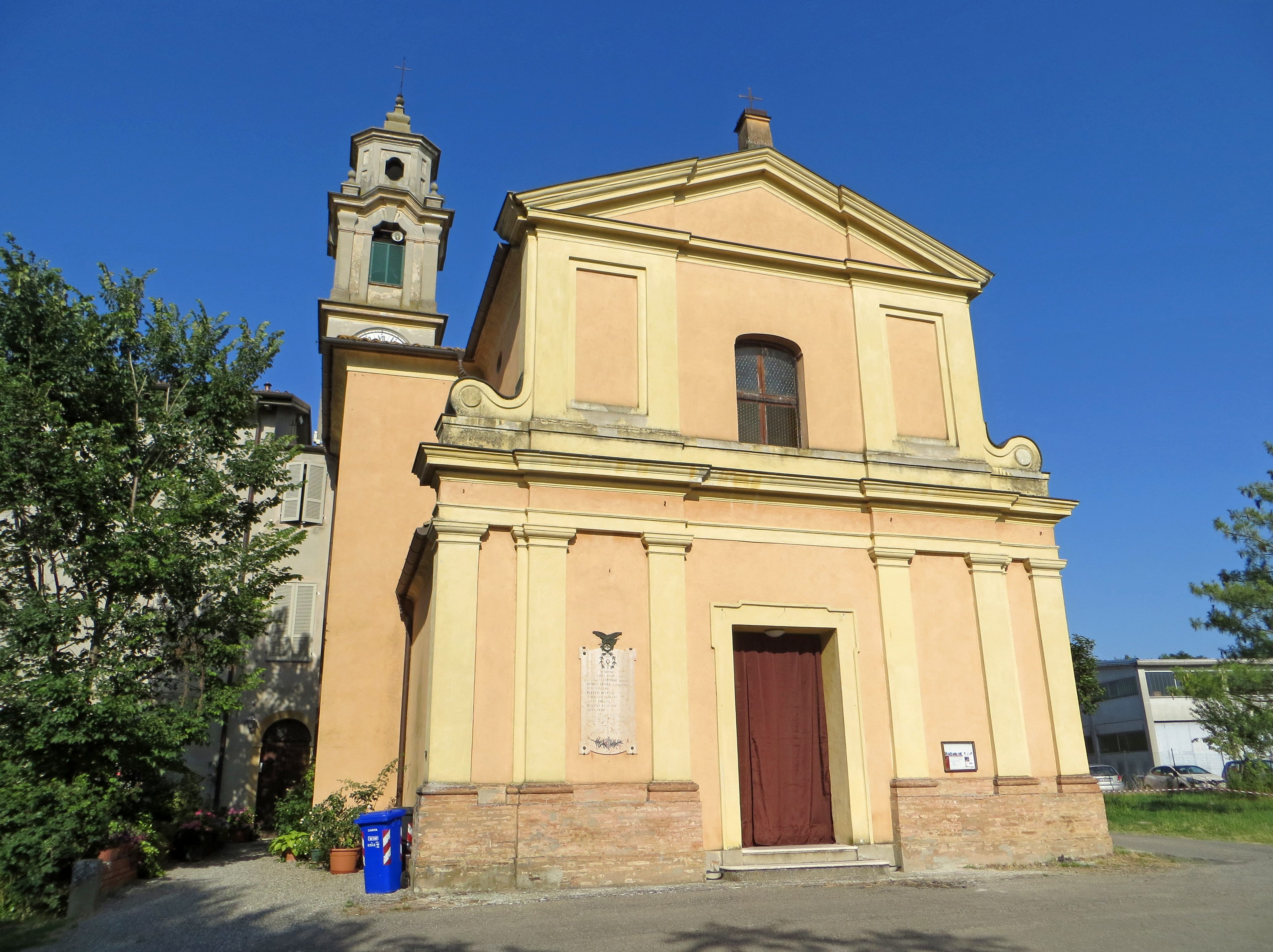
Chiesa di San Martino

Edificata originariamente entro il XIII secolo, la chiesa divenne sede parrocchiale soltanto alla fine del XV; completamente ricostruita in stile barocco nel 1753, fu successivamente restaurata nel 1959, nel 1983 e nel 2003; al suo interno conserva due antichi dipinti di pregio, raffiguranti il Sacro Cuore, realizzato da Domenico Muzzi, e l'Adorazione dei pastori.

### Villa Calvi di Coenzo
Costruita agli inizi del XVIII secolo per volere dei nobili Scarabelli, passò per matrimonio a un conte Zunti, che unì al proprio il cognome della moglie, dando origine ai conti Scarabelli Zunti; acquistata nel 1871 dal conte Guido Calvi di Coenzo, fu sopraelevata di un piano e interamente ristrutturata in forme neoclassiche. L'edificio, sviluppato su una pianta rettangolare, si eleva su tre livelli principali fuori terra; la simmetrica facciata, rivestita in finto bugnato al piano terreno, è preceduta nel mezzo da un portico retto da quattro colonne doriche, sormontato dal terrazzo del livello superiore; all'interno l'adrone passante, coperta da una volta a botte, accoglie vari arredi di pregio, oltre a un olio forse eseguito da Antoon van Dyck; intorno si estende il parco all'inglese.

### Villa Bondi
Costruita intorno alla metà del XIX secolo quale abitazione di un affittuario all'interno dell'ampia tenuta della famiglia Riccardi, la villa fu ereditata da Irma Riccardi, moglie di Zeffirino Bondi, il quale la fece completamente risistemare; la figlia Lea, coniugata col nobile Roberto Fainardi, morì nel 1964 senza eredi diretti, lasciando la proprietà alla parrocchia di San Martino. L'edificio, sviluppato su una pianta a L, si erge su due livelli principali fuori terra, oltre al sottotetto; la lunga e simmetrica facciata presenta due portali d'ingresso, sormontati da piccoli balconi al primo piano, mentre sul retro si eleva una torretta; a sud si estende il piccolo parco, piantumato con alberi d'alto fusto.

### Villa Medioli
Costruita agli inizi del XIX secolo per volere del conte Gian Tommaso Calvi, che aggiunse al proprio il cognome della moglie Faustina Parisetti degli Olmazzoli, la villa fu ereditata nel 1850 dal nipote Giuseppe e fu utilizzata quale sede municipale di San Martino Sinzano fino alla soppressione del Comune; acquistata nel 1918 da Edoardo Ruffini, passò nel 1930 alla figlia Beatrice, coniugata con Nino Medioli, e fu ristrutturata pochi anni dopo in stile toscano e nuovamente nel 1966, eliminando le aggiunte di trent'anni prima. La struttura, sviluppata su una pianta rettangolare, si eleva su due livelli principali fuori terra; la lunga e simmetrica facciata, rivestita in pietra come il resto dell'edificio, presenta nel mezzo l'ampio portale d'ingresso, sormontato da un balconcino del piano superiore, mentre il sottotetto si affaccia attraverso piccole finestre ovali; sul retro si apre un'ampia arcata, originariamente destinata ad accogliere le carrozze; all'interno del vasto parco all'inglese, piantumato con numerosi alberi d'alto fusto, è presente una voliera.

## Cultura

### Eventi

#### Festa campestre
Dal 1991, nel campo sportivo della frazione, si svolge ogni anno negli ultimi due fine settimana di luglio una festa campestre, organizzata dal circolo ARCI del paese.

## Sport

### Calcio
Nel paese è presente una squadra di calcio, chiamata San Martino 21, che, fondata il 21 luglio 2021, milita in Terza Categoria di Parma.